# Ibrahim Teteh Bangura
Ibrahim Teteh Bangura (* 27. Dezember 1989 in Freetown) ist ein sierra-leonischer ehemaliger Fußballspieler. Einen Großteil seiner Karriere bestritt er in Schweden und der Türkei.

## Werdegang
Bangura begann seine Karriere im Erwachsenenbereich 2006 beim FC Kallon in seiner Heimatstadt. Dort entwickelte er sich zu einem torgefährlichen Stürmer, so dass er einerseits seine ersten Berufungen in die sierra-leonische Nationalmannschaft erhielt und als Torschützenkönig der Premier League das Interesse im Ausland weckte. 2009 wechselte er gemeinsam mit seinem Landsmann Warren Kanu zu den Cleveland City Stars in die zweithöchste Spielklasse der Vereinigten Staaten, die USL First Division. Bereits kurze Zeit später verlieh ihn der Klub an Cascade Surge in die USL Premier Development League. Dort zeigte er sein Talent als effektiver Stürmer, so dass er alsbald wieder zu den City Stars zurückkehrte. Ende 2009 löste sich jedoch das Franchise auf, sein Vertrag verlor damit Gültigkeit.
Im Anschluss an den Auslandsaufenthalt kehrte Bangura zunächst in sein Heimatland zu seiner ersten Spielstation zurück. Für den FC Kallon spielte er eine Halbserie, ehe er sich im Juli auf Leihbasis dem schwedischen Viertligisten Köping FF in der Division 2 anschloss. Bereits kurz nach seiner Ankunft beobachtete ihn der Erstligist AIK, bei dem bereits sein Landsmann Mohamed Bangura unter Vertrag stand. Im September verpflichtet ihn schließlich der Klub aus Solna, bei dem er einen bis Ende 2013 gültigen Drei-Jahres-Kontrakt unterzeichnete. In der Saisonvorbereitung auf die Spielzeit 2011 meistens Ergänzungsspieler, kam er am ersten Spieltag im Lokalderby gegen Djurgårdens IF als Einwechselspieler für Martin Kayongo-Mutumba zu seinem Debüt in der Allsvenskan. Sein Debüt in der Startformation an der Seite von Viktor Lundberg, Daniel Tjernström, Nils-Eric Johansson und Daniel Gustavsson gegen Mjällby AIF am folgenden Spieltag krönte er mit seinen ersten beiden Pflichtspieltoren für den Verein. Auch in der Folge war er torgefährlich und etablierte sich im vorderen Bereich der Torschützenliste. Am 16. Spieltag erzielte er beim 4:0-Heimsieg gegen Halmstads BK alle vier Tore.
Gleichauf mit Mathias Ranégie an der Spitze der Torschützenliste der Allsvenskan liegend, hatte Bangura international das Interesse verschiedener Vereine geweckt. Anfang August gab schließlich AIK den Wechsel des Stürmers in die Türkei bekannt, wo er sich Bursaspor anschloss. Für die Rückrunde der Spielzeit 2012/13 wurde er an den türkischen Zweitligisten Şanlıurfaspor ausgeliehen. Weiter Leihen folgten an Beitar Jerusalem und AIK Solna, nach der Rückkehr in die Türkei im Sommer 2014 wurde kurze Zeit später der Vertrag aufgelöst. Im Sommer 2015 schloss er sich dem im Abstiegskampf befindlichen schwedischen Zweitligist Mjällby AIF an, bis zum Ende der Zweitliga-Spielzeit 2015 traf er in sechs Saisonspielen zweimal und erreichte mit dem Klub den Relegationsplatz. An der Seite von Marcus Ekenberg, Lukas Grill, Mattias Asper und Christian Wilhelmsson verpasste er nach einer 0:1-Hinspielniederlage durch ein 1:1-Remis nach Verlängerung im Rückspiel gegen Örgryte IS den Klassenerhalt, der Treffer von Innenverteidiger Adi Terzic reichte nicht aus.
Im Frühjahr 2016 ging Bangura zum Göteborger Klub GAIS, bei dem er im März einen bis zum Sommer erstreckenden Kurzzeitvertrag mit Option auf Verlängerung durch den Klub unterzeichnete. Nachdem er nur in zwei Ligaspielen in der Startelf stand, verzichtete der Zweitligist im Juni auf die Ausübung der Option. 2017 spielte er kurzzeitig beim Fünftligisten Sinopspor in der Türkei, seit dem 22. Dezember 2017 ist Bangura ohne neuen Verein.